# Hospital Geriátrico de Agudos Juana Francisca Cabral
El Hospital Geriátrico de Agudos Juana Francisca Cabral es un establecimiento público de la ciudad de Corrientes (Argentina), que depende del Ministerio de Salud Pública de la provincia. Se encuentra en la calle Belgrano 1353.

## Historia
La institución fue inaugurada por el Ministerio de Salud Pública de la provincia de Corrientes, el 31 de octubre de 1985.
El hospital atiende a personas adultas mayores de las provincias de Chaco, Formosa, Misiones y Paraguay.